# Pałac w Stypułowie Dolnym
Pałac w Stypułowie Dolnym – wybudowany w  XIX wieku w Stypułowie Dolnym.

## Położenie
Pałac położony jest w Stypułowie Dolnym – wsi w Polsce, w województwie lubuskim, w powiecie nowosolskim, w gminie Kożuchów. Nad rzeką Brzeźnica.

## Opis
Pałac klasycystyczny wraz z parkiem z drugiej połowy XIX w. tworzy zespół pałacowy „dolny”.